# 1280.
1280. je deveto desetletje v 13. stoletju med letoma 1280 in 1289. 